# Apisa
Apisa is een geslacht van vlinders van de familie spinneruilen (Erebidae), uit de onderfamilie Arctiinae.

## Soorten
- A. alberici Dufrane, 1945
- A. arabica Warnecke, 1934
- A. bourgognei Kiriakoff, 1952
- A. canescens Walker, 1855
- A. cinereocostata Holland, 1893
- A. cleta Plötz, 1880
- A. connexa Walker, 1854
- A. crenophylax Holland, 1893
- A. endoxantha Hampson, 1914
- A. fontainei Kiriakoff, 1959
- A. grisescens (Dufrane, 1945)
- A. hildae Kiriakoff, 1961
- A. histrio Kiriakoff, 1953
- A. holobrunnea Talbot, 1932
- A. kamitugensis Dufrane, 1945
- A. kivensis Dufrane, 1945

- A. lamborni Rothschild, 1913
- A. manettii Turati, 1924
- A. metarctiodes Hampson, 1907
- A. rendalli Rothschild, 1910
- A. sjoestedti Aurivillius, 1904
- A. subargentea Joicey & Talbot, 1921
- A. subcanescens Rothschild, 1910
- A. tristigma Mabille, 1893